# ミクーリン AM-39
ミクーリン AM-39（ロシア語: Микулин АМ-39）とは、1940年代のソビエト連邦で使用された液冷V型12気筒の航空機用レシプロエンジンである。高高度用のAM-35Aの出力向上型として設計されたものだが、大量生産に移されることはなかった。ミコヤン・グレビッチ I-220・ポリカルポフ ITP戦闘機・ツポレフ Tu-10 爆撃機はこのエンジンの搭載を前提として設計が進められていたものの、いずれも量産には至らなかった。
同設計局で開発された姉妹機として、AM-38やAM-42がある。

## 諸元

### AM-39
- タイプ： 液冷60度V型12気筒
- ボア×ストローク： 160 mm × 190 mm
- 排気量： 46.66 L
- 乾燥重量： 1080 kg
- 過給機： 遠心式スーパーチャージャー1段2速
- 出力： 1800 hp / 2350 rpm
- 比出力： 38.6 hp/L
- 出力重量比： 1.67 hp/kg